# Василишин, Роман Данилович
Роман Данилович Василишин (укр. Роман Данилович Василишин; род. 1 мая 1949 года, с. Ясень, теперь Калушского района Ивано-Франковской области) — советский и украинский партийный и государственный деятель, представитель Президента Украины в Ровненской области, затем председатель Ровненской областной государственной администрации и Ровненского областного совета.

## Биография
Родился 1 мая 1949 года в селе Ясень ныне Калушского района Ивано-Франковской области.
В 1971 году окончил радиотехнический факультет Львовского политехнического института по специальности «Электронные приборы», получив специальность инженера электронной техники.
С июня 1971 года по июль 1973 года проходил военную службу в Группе советских войск в Германии в должности командира взвода.
С октября 1973 года работал инженером на Ровенском заводе газоразрядных приборов (с 1977 года — Ровенский завод имени 60-летия Октября), в дальнейшем работал старшим инженером, исполняющим обязанности начальника и начальником отдела сбыта на том же заводе. С ноября 1980 года по апрель 1981 года работал начальником цеха № 5, с апреле 1981 года по июль 1982 года был заместителем директора по коммерческим вопросам на том же заводе.
В августе 1982 года назначен заместителем генерального директора производственного объединения «Газотрон» и заместителем директора Ровенского завода имени 60-летия Октября по производству, с июня 1983 года по август 1990 года занимал должность генерального директора ПО «Газотрон».
С августа 1990 года по январь 1991 года работал заместителем директора по коммерческим вопросам, затем директором малого государственного предприятия «Инженерно-экономический центр» (г. Ровно). С января по июнь 1991 года был директором Ровенского филиала совместного советско-австрийского предприятия «Эдланд».
С июня 1991 года по март 1992 года занимал должность первого заместителя председателя исполнительного комитета Ровенского областного совета народных депутатов.
24 марта 1992 года назначен представителем Президента Украины в Ровненской области, с июня 1994 года по март 1998 года был председателем Ровенского областного совета народных депутатов. Одновременно с 7 июля 1995 года по 19 февраля 1997 года занимал должность председателя Ровненской областной государственной администрации.
С июля 1998 года был заместителем председателя совета коммерческого банка «Княжий», в январе 1999 года перешёл на должность председателя совета Украинской страховой компании «Княжа», с июля 2001 года по апрель 2002 года был заместителем председателя совета УСК «Княжа».
С апреля 2002 года по апрель 2006 года вновь занимал должность председателя Ровненского областного совета.
С декабря 2002 года был секретарём ровненского областного комитета СДПУ (о), избирался членом Политсовета СДПУ (о).
С ноября 2006 по май 2009 года был заместителем директора департамента платежей ЧАО УСК «Княжа», а с мая 2009 года являлся начальником отделения Западной дирекции данной страховой кампании, в дальнейшем был директором Ровненского филиала Украинской пожарно-страховой компании.

## Награды
- Заслуженный экономист Украины (2002)
- Орден «Знак Почёта» (1986)
- Почётный знак отличия Президента Украины (август 1996)[4]
- Орден «За заслуги» II степени (август 2004)[5]
- Орден «За заслуги» I степени (декабрь 2009)[6]
- государственный служащий 1-го ранга (апрель 1994)[7]